# NGC 5679A
NGC 5679A (другие обозначения — MCG 1-37-34, VV 458, ARP 274, KCPG 427A, PGC 52130) — спиральная галактика (Sc) в созвездии Дева.
Этот объект не входит в число перечисленных в оригинальной редакции «Нового общего каталога» и был добавлен позднее.